# Spezialkräfte der Föderalen Polizei Belgiens

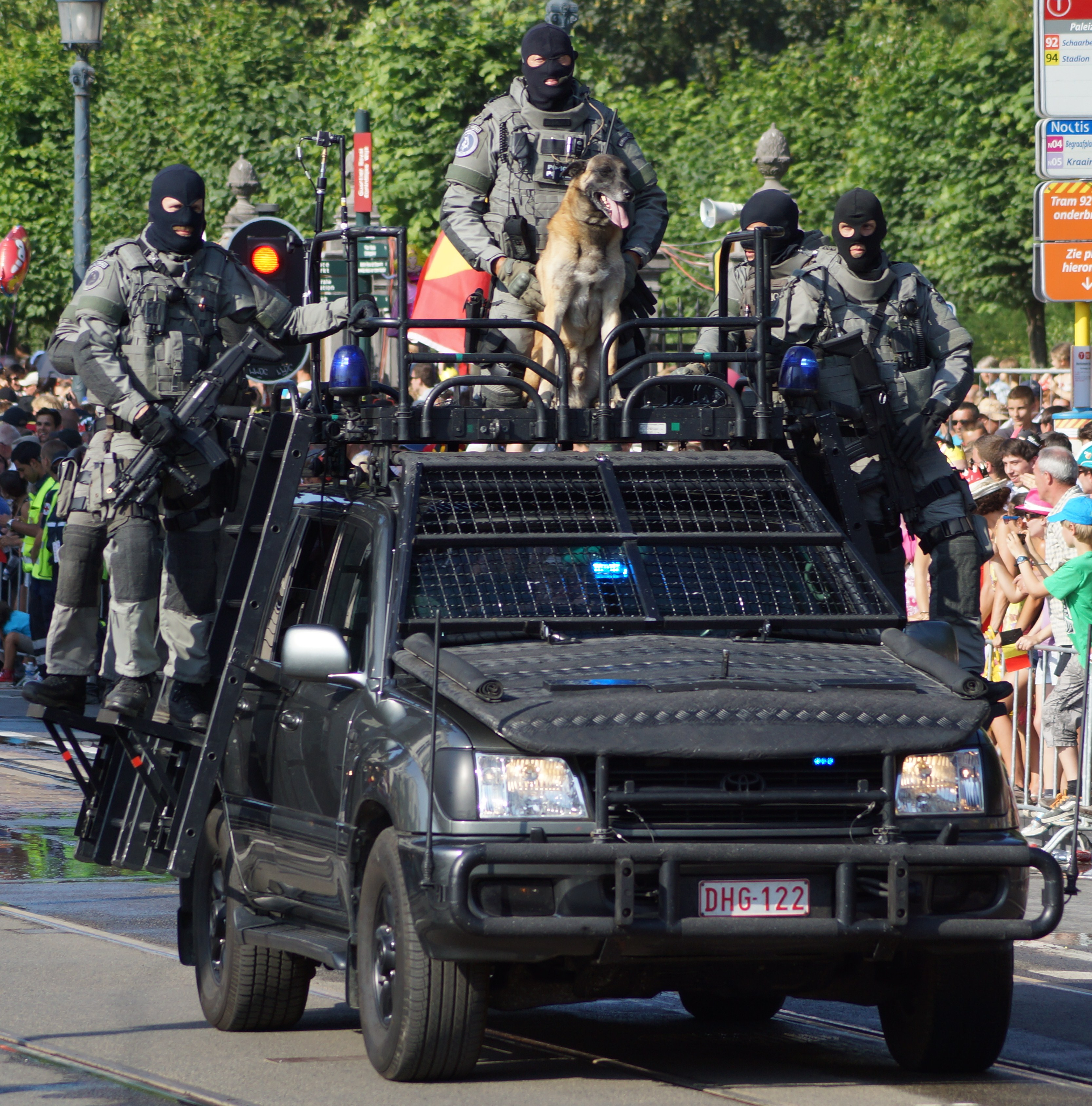
Mitglieder Belgischer Spezialeinheiten während einer Parade.

Die Spezialkräfte der Föderalen Polizei Belgiens (CGSU: Commissariaat-Generaal/Commissariat-Général Special Units) ist die Antiterroreinheit der Belgischen Polizei. 
Vorgänger der heutigen Spezialkräfte ist die Group Diane, benannt nach der römischen Göttin der Jagd. Die Spezialkräfte der Belgischen Gendarmerie wurden 1972 nach dem Olympia-Attentat in München aufgestellt. Sie bestand zunächst aus 120 Polizisten und wurde 1976 in SIE/ESI umbenannt. Bis zu der Polizeireform in Belgien 2007 waren die Spezialeinheiten der belgischen Föderalen Polizei unter der Bezeichnung DSU (direction des unités spéciales/Direktion der Spezialeinheiten) zusammengefasst. Die Einheit hatte 400 Angehörige.
Nach Umstrukturierungen und Namensänderungen sind die Kräfte heute in der CGSU (Direction Special Units, Commissariaat-Generaal/Commissariat-Général Special Units) zusammengefasst.
2022 erfolgte die erneute Umbenennung in Group Diane.
Die Einheiten sind Mitglied im ATLAS-Verbund.

## Organisation
Seit 2012 besteht die CGSU aus 450 Polizeibeamten und über 60 zivilen Angestellten.
Die CGSU ist in mehrere Einheiten mit verschiedenen Aufgaben aufgeteilt.
1. Intervention (Zugriff, Festnahme, Geiselbefreiung)
2. Observation
3. Hundestaffel
4. National Technical Support Unit (NTSU)
5. Team Undercover (UCT)
6. Disaster Victim Identification Team
7. POSA - Pelotons Protection, Observation, Appui et Arrestation
8. Collaboration internationale (Internationale Zusammenarbeit)

## Einsätze
Die CGSU wurde bei der Antiterroroperation im Januar 2015 für die Festnahme von islamistischen Terroristen eingesetzt. In Verviers eröffneten die Verdächtigen sofort das Feuer auf die Spezialkräfte. Die Verdächtigen benutzten automatische Waffen und Kalaschnikows. Zwei Verdächtige wurden bei dem Einsatz von der CGSU erschossen.
Am 18. März 2024 wurden CGSU-Polizeibeamten bei einer Hausdurchsuchung in Lodelinsart, Charleroi, von einem mutmaßlichen Waffen- und Drogenschmuggler ins Visier genommen. Ein Beamter wurde getötet und zwei weitere wurden schwer bzw. leicht verletzt. Der Schütze wurde ebenfalls getötet.